# Liste der Baudenkmäler in Weichs

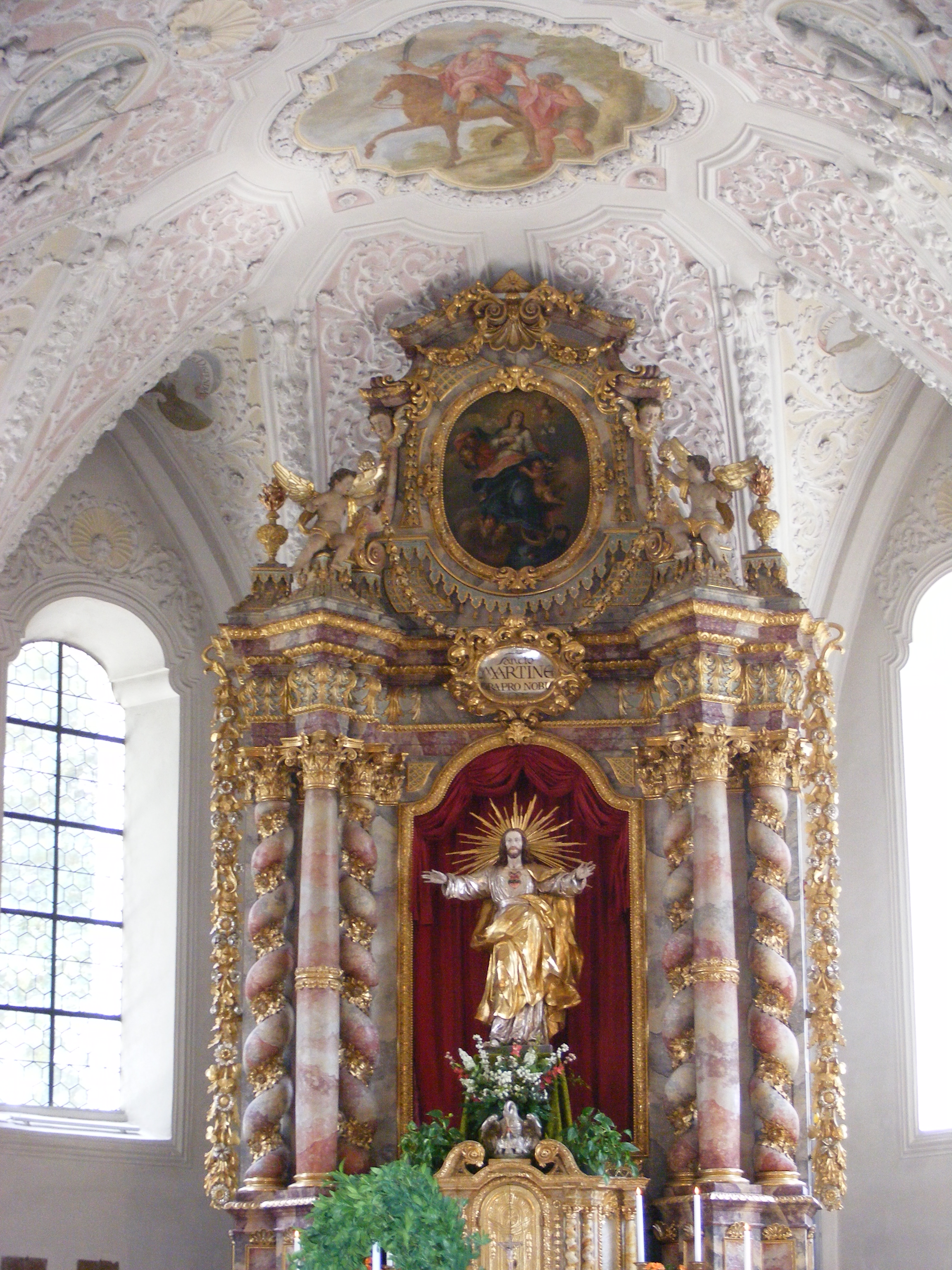
Innenraum von St. Martin in Weichs

Auf dieser Seite sind die Baudenkmäler in der oberbayerischen Gemeinde Weichs zusammengestellt. Diese Tabelle ist eine Teilliste der Liste der Baudenkmäler in Bayern. Grundlage ist die Bayerische Denkmalliste, die auf Basis des Bayerischen Denkmalschutzgesetzes vom 1. Oktober 1973 erstmals erstellt wurde und seither durch das Bayerische Landesamt für Denkmalpflege geführt wird. Die folgenden Angaben ersetzen nicht die rechtsverbindliche Auskunft der Denkmalschutzbehörde.

## Baudenkmäler nach Ortsteilen

### Weichs
| Lage                                              | Objekt                                        | Beschreibung | Akten-Nr.     | Bild                                          |
| ------------------------------------------------- | --------------------------------------------- | --- | ------------- | --------------------------------------------- |
| Am Mühlbach 1 (Standort)                          | Ehemalige Mühle                               | hoher, kubischer Satteldachbau mit Ecklisenen, 1882/83 nach Plänen des Indersdorfer Baumeisters P. Karg errichtet, 1922 um das Turbinenhaus nach Süden erweitert und 1948 auf Höhe des Mühlenbaus aufgestockt; mit technischer Ausstattung; zugehörig Sägmühlstadel, zweigeschossiger Bau von 1861/62, teilweise mit Fachwerk, Erdgeschoss 1922 verändert; zugehörig Triebwerkskanal                                                                    | D-1-74-151-7  | weitere Bilder                                |
| Am Mühlbach 2 (Standort)                          | Ehemaliges Wohnhaus des Mühlenanwesens        | zweigeschossiger Satteldachbau mit Schweifgiebel an der Westseite, im Kern 2. Hälfte 18. Jahrhundert, später verändert | D-1-74-151-16 | weitere Bilder                                |
| Erdweggraben ()                                   | Gedenkstein                                   | 1837 nicht nachqualifiziert, im Bayerischen Denkmal-Atlas nicht kartiert | D-1-74-151-18 |                                               |
| Freiherrnstraße 2, Münchner Straße 1 a (Standort) | Mörtelplastiken                               | Am Stadel drei Mörtelplastiken (Hirte, Pferd und Kuh), um 1870/85 | D-1-74-151-4  | weitere Bilder                                |
| Freiherrnstraße 9 (Standort)                      | Bauernhof                                     | Wohnhaus zweigeschossig mit Putzbandgliederung und Schopfwalmdach, um 1890/1900; zugehöriger Stallstadel erdgeschossig mit mehrschiffigem böhmischem Kappengewölbe über Steinsäulen 2022 abgerissen | D-1-74-151-15 | Bauernhof                                     |
| Freiherrnstraße 15 (Standort)                     | Ehemaliges Benefiziatenhaus                   | zweigeschossig mit unregelmäßig-fünfseitigem Grundriss und Walmdach, Mitte 18. Jahrhundert | D-1-74-151-5  | Ehemaliges Benefiziatenhaus                   |
| Freiherrnstraße 19, Freiherrnstraße 21 (Standort) | Katholische Pfarrkirche St. Martin            | Saalbau mit eingezogenem, fünfseitig geschlossenem Chor, im südlichen Winkel Turm mit Spitzhelm zwischen Dreiecksgiebeln, Chor und Turm im Kern spätgotisch, Langhaus um 1720 errichtet, 1874 Verlängerung nach Westen und Erhöhung des Turms; mit Ausstattung; acht schmiedeeiserne Priesterkreuze an der Südseite der Kirche, 18. Jahrhundert; Marienkapelle, neubarocker, rustizierter Bau mit Eckabschrägungen und Lourdesgrotte, 1891; im Friedhof | D-1-74-151-1  | weitere Bilder                                |
| Freiherrnstraße 32 (Standort)                     | Ehemaliges Hospital                           | zweigeschossig im Kern von 1566, nach Brand 1818 instand gesetzt, gleichzeitig neues Dachwerk mit beidseitigem Schopfwalm | D-1-74-151-6  | Ehemaliges Hospital                           |
| Nähe Am Mühlbach (Standort)                       | Ehemaliges Ökonomiegebäude des Mühlenanwesens | erdgeschossiger Satteldachbau mit verschaltem Südgiebel, 2. Hälfte 18. Jahrhundert, später verändert | D-1-74-151-17 | Ehemaliges Ökonomiegebäude des Mühlenanwesens |
| Schloßstraße (Standort)                           | Mariensäule                                   | 1890; vor Freiherrnstraße 15 | D-1-74-151-8  | weitere Bilder                                |

### Aufhausen
| Lage                      | Objekt                              | Beschreibung | Akten-Nr.     | Bild           |
| ------------------------- | ----------------------------------- | --- | ------------- | -------------- |
| Hauptstraße 18 (Standort) | Katholische Filialkirche St Stephan | lisenengegliederter Saalbau mit eingezogenem, dreiseitig geschlossenem Chor, in die Westseite eingestellter Turm mit Oktogon und Zwiebelhaube, Chor im Kern spätgotisch, Langhaus und Turm 1713 ff. nach Plänen von Hans Maurer; mit Ausstattung | D-1-74-151-9  | weitere Bilder |
| Waldstraße 11 (Standort)  | Wohnstallhaus                       | erdgeschossig mit Satteldach, letztes Drittel 19. Jahrhundert | D-1-74-151-13 | Wohnstallhaus  |

### Ebersbach
| Lage                      | Objekt                                       | Beschreibung | Akten-Nr.     | Bild                                     |
| ------------------------- | -------------------------------------------- | --- | ------------- | ---------------------------------------- |
| Auf der Puit 1 (Standort) | Ehemaliges Bauernhaus (sog. Doimer-Haus)     | erdgeschossiger Blockbau mit Halbwalmdach und Gred, bezeichnet mit 1793, 1983/84 aus Günzenhausen, Markt Au i. d. Hallertau, Landkreis Freising, übertragen | D-1-74-151-14 | Ehemaliges Bauernhaus (sog. Doimer-Haus) |
| Dorfstraße 12 (Standort)  | Katholische Filialkirche St. Georg und Maria | Saalbau mit wenig eingezogenem, dreiseitig geschlossenem Chor und Giebelreiter, Chor spätgotisch, Langhaus Ende 17. Jahrhundert, Turm 1741; mit Ausstattung | D-1-74-151-10 | weitere Bilder                           |

### Fränking
| Lage                     | Objekt                    | Beschreibung                                                                                                 | Akten-Nr.     | Bild           |
| ------------------------ | ------------------------- | --- | ------------- | -------------- |
| Kapellenweg 8 (Standort) | Katholische Marienkapelle | neugotischer Bau mit Lisenengliederung, halbrundem Schluss und Giebelreiter, 1867 errichtet; mit Ausstattung | D-1-74-151-11 | weitere Bilder |

### Zillhofen
| Lage                    | Objekt                           | Beschreibung                                  | Akten-Nr.     | Bild           |
| ----------------------- | -------------------------------- | --------------------------------------------- | ------------- | -------------- |
| In Zillhofen (Standort) | Katholische Kapelle St. Antonius | achtseitiger Zentralbau mit Vorhalle, 1947/48 | D-1-74-151-12 | weitere Bilder |

## Einzelnachweis
1. ↑  Weichs verliert wieder ein historisches Gebäudeensemble – Erhalt zu teuer. 23. Februar 2022, abgerufen am 10. Dezember 2022.

- Karte mit allen Koordinaten:
- OSM |
- WikiMap